# Tony Wilson (journalist)

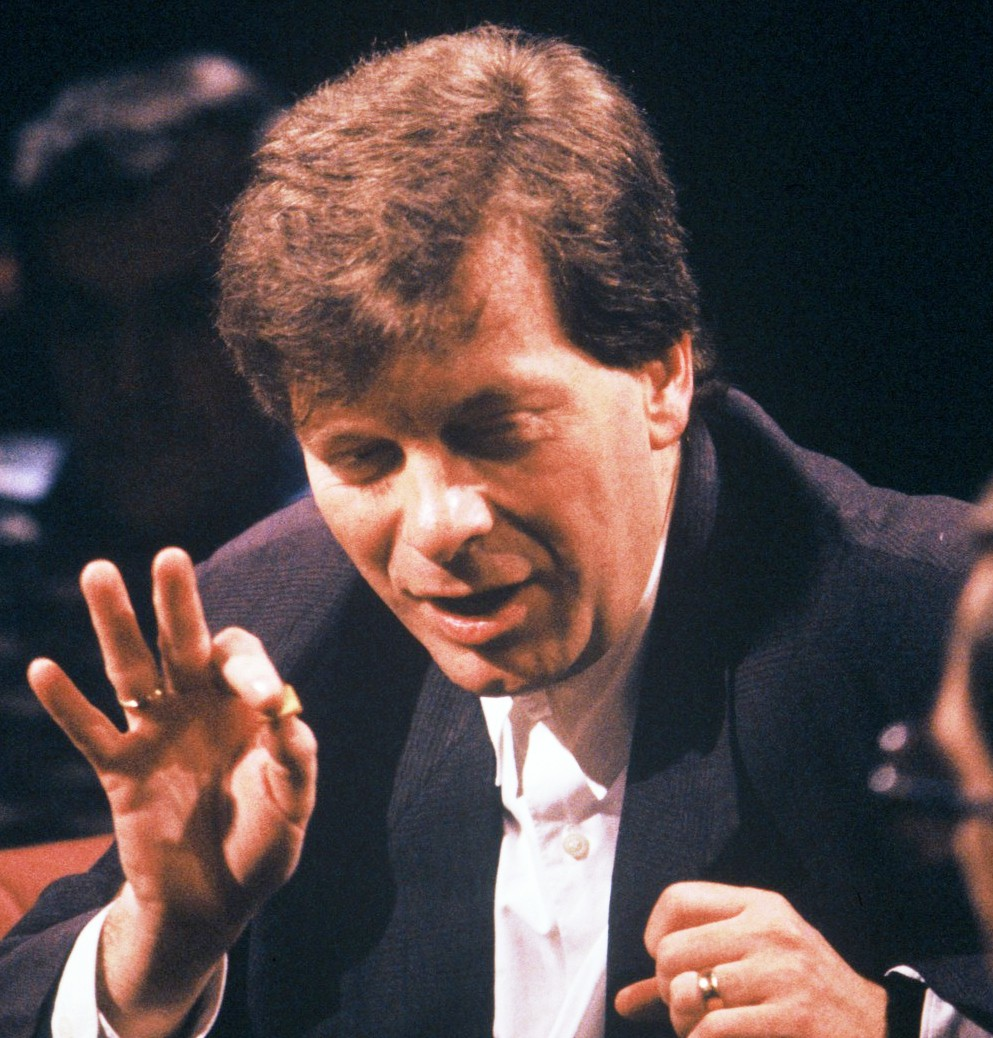
Wilson in 1988

Anthony (Tony) Howard Wilson (Salford (Greater Manchester), 20 februari 1950 - Manchester (Greater Manchester), 10 augustus 2007) was een Britse journalist voor Granada Television. Daarnaast was hij ook platenbaas en mede-eigenaar van een nachtclub.
Het zien van een uitvoering van Hamlet bluste Wilsons ambitie om nucleair fysicus te worden. Hij studeerde af in de Engelse literatuur aan het Jesus College van de Universiteit van Cambridge.
Aanvankelijk streefde Wilson een carrière na als televisiejournalist op het lokale station van Manchester, Granada TV. Daar werkte hij als journalist en presentator.
In juni 1976 zag Wilson de Sex Pistols in de Lesser Free Trade Hall in Manchester. Hij zou deze ervaring omschrijven als "niets minder dan een openbaring". 
Hij boekte hen voor de tweede serie van het televisieprogramma So it goes waarvan hij presentator was. Vermoedelijk was dit het eerste Britse televisieprogramma waarin, toen nog revolutionaire, punkgroepen optraden. 
Later werd hij manager van de rockgroepen A Certain Ratio en The Durutti Column en hij was oprichter, mede-eigenaar en manager van Factory Records (de platenfirma van onder meer Joy Division (later New Order) en de Happy Mondays) en de nachtclub Haçienda. Deze laatste speelde een centrale rol in het culturele en muzikale leven van Manchester en het noordwesten van Engeland.
Wilson is nooit rijk geworden van Factory Records of de Haçienda, ondanks de enorme populariteit en culturele betekenis van beide ondernemingen. Aan beide kwam een abrupt einde aan het eind van de twintigste eeuw. De Haçienda was gedwongen te sluiten omdat het drugsprobleem niet meer te in de hand te houden was.
Aan het eind van de jaren negentig van de twintigste eeuw pakte hij zijn carrière bij Granada TV weer op en werkte daar tot aan zijn dood.
In 2002 kwam de film 24 Hour Party People uit. Dit is een deels op feiten gebaseerde, deels fictieve weergave van zijn leven. De komiek Steve Coogan speelt de rol van Wilson. Nadat de film geproduceerd was schreef Wilson een romanversie op basis van het filmscript. Dit ondanks het feit dat hij op de filmposter een “zak” werd genoemd.
Tony Wilson stierf op 57-jarige leeftijd aan een hartaanval, tijdens een behandeling tegen nierkanker. De hartaanval zou evenwel niets te maken hebben met de kanker.